# Clorosi

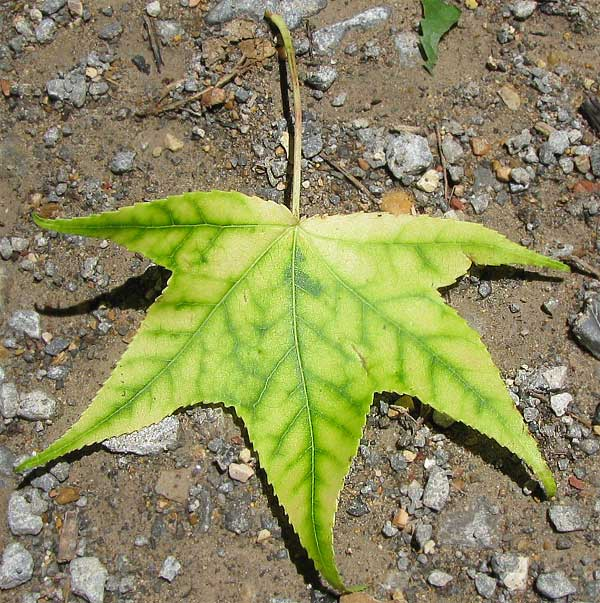
Clorosi en una fulla de liquidambar

Clorosi, en botànica, és la condició en la qual les fulles no produeixen prou clorofil·la. Com que la clorofil·la és la responsable del color verd de les fulles, les fulles cloròtiques són pàl·lides, grogues o groc-blanquinoses. La planta afectada pot acabar morint per no poder produir carbohidrats, però el mutant ppi2 albí d'Arabidopsis thaliana és viable si rep sacarosa exògena.

La clorosi pot ser causada per manca de llum i aleshores se'n diu etiolació (plantes etiolades)
La clorosi fèrrica en les plantes és la manifestació d'una deficiència en ferro.

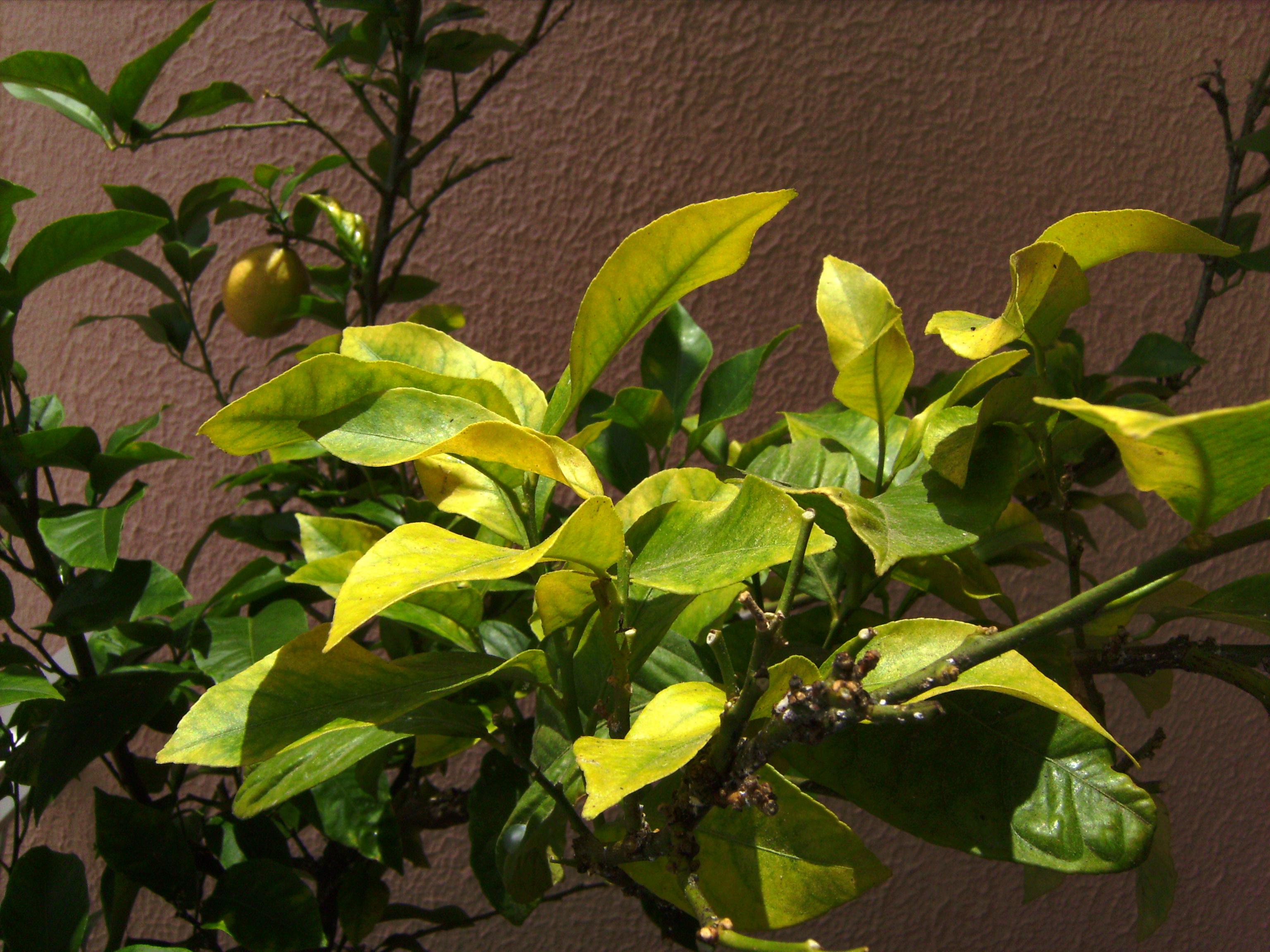
Clorosi fèrrica per deficiència de ferro en un llimoner. Compareu les fulles grogues cloròtiques amb les fulles verdes, no cloròtiques, de la part esquerra

Hi ha clorosi provocada per la deficiència en altres elements com per exemple el magnesi.
En fruiters conreats en terres molt calcàries s'hi observa sovint clorosi: en cítrics, presseguers sobre el peu de la mateixa espècie, en pereres empeltades en algunes seleccions de codonyer i en l'olivera varietat arbequina, entre moltes altres. També poden resultar afectades per clorosi les fragues o maduixes. En canvi, d'altres plantes o varietats són molt resistents a la deficiència de ferro, com ara l'ametller i la figuera.
Si bé la majoria de les terres tenen prou ferro per a subvenir les necessitats de les plantes, el problema acostuma a ser que en sòls alcalins, amb un pH elevat, el ferro no es troba en una forma química assimilable.
Hi ha dues estratègies per a posar-hi remei. La primera seria seleccionar varietats o portaempelts capaces d'absorbir el ferro en condicions altament alcalines i la segona utilitzar adobs especials com els quelats de ferro.
Aquesta última solució resulta molt cara, atès que de quelats se n'ha d'aplicar cada any; per això és preferible la primera, que realment resol el problema definitivament.